# Test Valley
Test Valley is een Engels district in het shire-graafschap (non-metropolitan county OF county) Hampshire en telt 125.000 inwoners. De oppervlakte bedraagt 628 km².
Van de bevolking is 15,0% ouder dan 65 jaar. De werkloosheid bedraagt 1,5% van de beroepsbevolking (cijfers volkstelling 2001).

## Plaatsen in district Test Valley
- Abbotswood
- Brook
- Michelmersh
- Timsbury

## Civil parishesin district Test Valley
Abbotts Ann, Ampfield, Amport, Andover, Appleshaw, Ashley, Awbridge, Barton Stacey, Bossington, Braishfield, Broughton, Buckholt, Bullington, Charlton, Chilbolton, Chilworth, East Dean, East Tytherley, Enham Alamein, Faccombe, Frenchmoor, Fyfield, Goodworth Clatford, Grateley, Houghton, Hurstbourne Tarrant, Kimpton, Kings Somborne, Leckford, Linkenholt, Little Somborne, Lockerley, Longparish, Longstock, Melchet Park and Plaitford, Michelmersh and Timsbury, Monxton, Mottisfont, 
Nether Wallop, North Baddesley, Nursling and Rownhams, Over Wallop, Penton Grafton, Penton Mewsey, Quarley, Romsey, Romsey Extra, Sherfield English, Shipton Bellinger, Smannell, Stockbridge, Tangley, Thruxton, Upper Clatford, Valley Park, Vernhams Dean, Wellow, West Tytherley, Wherwell.